# Hanif Khan
Hanif Khan (urdu ‏حنيف خان‎; ur. 5 lipca 1959 w Karaczi) – pakistański hokeista na trawie. Dwukrotny medalista olimpijski.
Brał udział w dwóch igrzyskach na dwóch igrzyskach na przestrzeni ośmiu lat (IO 76, IO 84), na obu zdobywając medale: złoto w 1984 i brąz w 1976. W 1982 został mistrzem świata, w 1978 był srebrnym medalistą mistrzostw globu. W reprezentacji Pakistanu w latach 1976-1985 rozegrał 177 spotkań i zdobył 127 bramek. Występował w ataku.